# Abu Muhammad al-Makdisi
Abu Muhammad Assem al-Makdisi (arab. ‏أبو محمد عاصم ا لمقدسي‎, ur. 1959 w Nablusie) – duchowny islamski pochodzenia palestyńskiego, jeden z głównych ideologów nowoczesnego dżihadu.
Autor wielu teorii teologicznych takich jak ogłoszenie saudyjskiej rodziny królewskiej za odstępców od wiary czy uznanie demokracji za religię, a jej zwolenników za apostatów. Mentor Abu Musaba az-Zarkawiego - przywódcy Dżami'at at-Tauhid wa-Dżihad, z którym rozminął się w 2004 roku w związku z uznaniem szyitów za niewiernych przez az-Zarkawiego.
Od lat 90. wielokrotnie zamykany w jordańskich więzieniach. Ostatni raz został zwolniony w czerwcu 2014 r., prawdopodobnie w ramach odwdzięczenia się rządu Jordanii za jego krytykę działań powstałego na fundamentach Dżami'atu Państwa Islamskiego.